# Pete Fenson
Peter Thomas Fenson, detto Pete (Bemidji, 29 febbraio 1968), è un ex giocatore di curling statunitense.

## Biografia
Partecipò all'età di 37 anni ai XX Giochi olimpici invernali disputati a Torino nel febbraio del 2006, riuscendo ad ottenere la medaglia di bronzo nella squadra statunitense con i connazionali Shawn Rojeski, Joe Polo, John Shuster e Scott Baird.
Ha vinto l'oro anche al Madison Cash Spiel 2012.